# Kronospan
Kronospan este o companie din industria prelucrării lemnului din Austria.
Kronospan deține și fabrici producătoare de formaldehidă în Uniunea Europeană, Rusia și China și acoperă 2% din capacitatea de producție la nivel mondial.

## Kronospan în România
Kronospan a intrat pe piața din România în anul 1999 când a deschis o firmă de import.
În 2004 a achiziționat de la Gruppo Frati fabrica de la Sebeș care produce PAL (plăci aglomerate din lemn) și MDF (medium-density fibreboard) pentru industria mobilei, într-o tranzacție de 250 milioane euro.
Capacitatea de producție anuală este de 840.000 de metri cubi de PAL și de 384.000 de metri cubi de MDF.
În decembrie 2009 a inaugurat la Brașov o fabrică de plăci din lemn OSB (plăci din fibre orientate) pentru industria construcțiilor în care a investit 200 milioane euro.
Capacitatea de producție de OSB este de 270.000 metri cubi, iar cea de PAL de 80.000 de metri cubi.
Fabrica de la Brașov este a 27-a din rețeaua grupului austriac.
Cifra de afaceri în 2008: 194 milioane euro

## Controverse
În cursul anului 2007, Kronospan a ridicat pe platforma industrială de la Sebeș o instalație de producere a formaldehidelor, fără acord de mediu și fără autorizație de construire.
Kronospan a importat această instalație în 2006 din Franța, de la fabrica Total-Atofina din localitatea Villiers Saint Paul după ce, în urma accidentelor repetate la fabrica respectivă, autoritățile franceze au decis închiderea sa.
În martie 2010, Comisia Europeană a avertizat pentru a doua oară România în urma încălcării normelor de mediu de către fabrica de formaldehidă a Kronospan Sebeș.
Comisia a notat lipsa unor măsuri corespunzătoare în cazul fabricii din Sebeș, ceea ce încalcă legislația UE în domeniul impactului de mediu.